# Basilique San Petronio de Bologne
La basilique San Petronio (Basilica di San Petronio en italien) est une basilique d'architecture gothique située sur la Piazza Maggiore à Bologne en Italie. Elle est dédiée à saint Pétrone, évêque au Ve siècle devenu saint patron de la ville.
Elle est la plus grande église gothique de brique du monde (volume de 258 000 m3 environ).

## Histoire

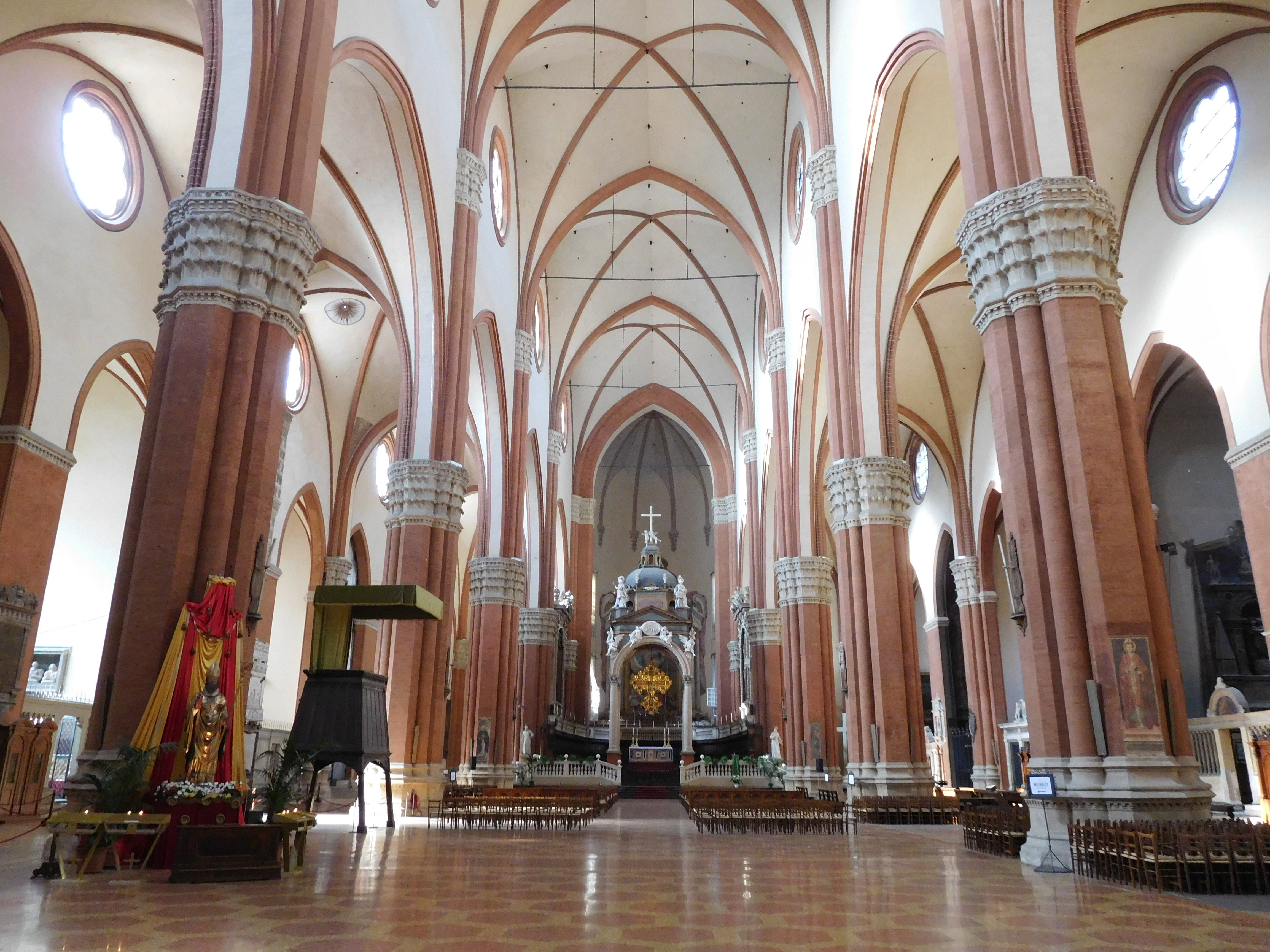
La nef et les bas-côtés.

La première pierre a été posée le 7 juin 1390 sur le projet d'Antonio di Vincenzo, pour célébrer la liberté reconquise par la faction guelfe. Sa construction fut poursuivie en style gothique pendant deux siècles. Les travaux des premières chapelles commencés en 1393 ne sont terminés qu'en 1479.
Elle reste inachevée, malgré les travaux de Domenico Aimo, Alberto Alberti, Vignole, Egidio Maria Bordoni, Andrea da Formigine, Cristoforo Lombardo, Francesco Morandi (it), Andrea Palladio, Baldassarre Peruzzi, Ercole Procaccini il Vecchio, Girolamo Rainaldi, Giacomo Ranuzzi, Giulio Romano, Mauro Antonio Tesi, Domenico Tibaldi.
Il faut attendre le XVIIe siècle pour que Girolamo Rainaldi termine la décoration de la nef centrale, entre 1646 et 1658.
Sous le baldaquin du maître-autel, le pape Clément VII a couronné empereur, Charles Quint, le 24 février 1530.

## Architecture

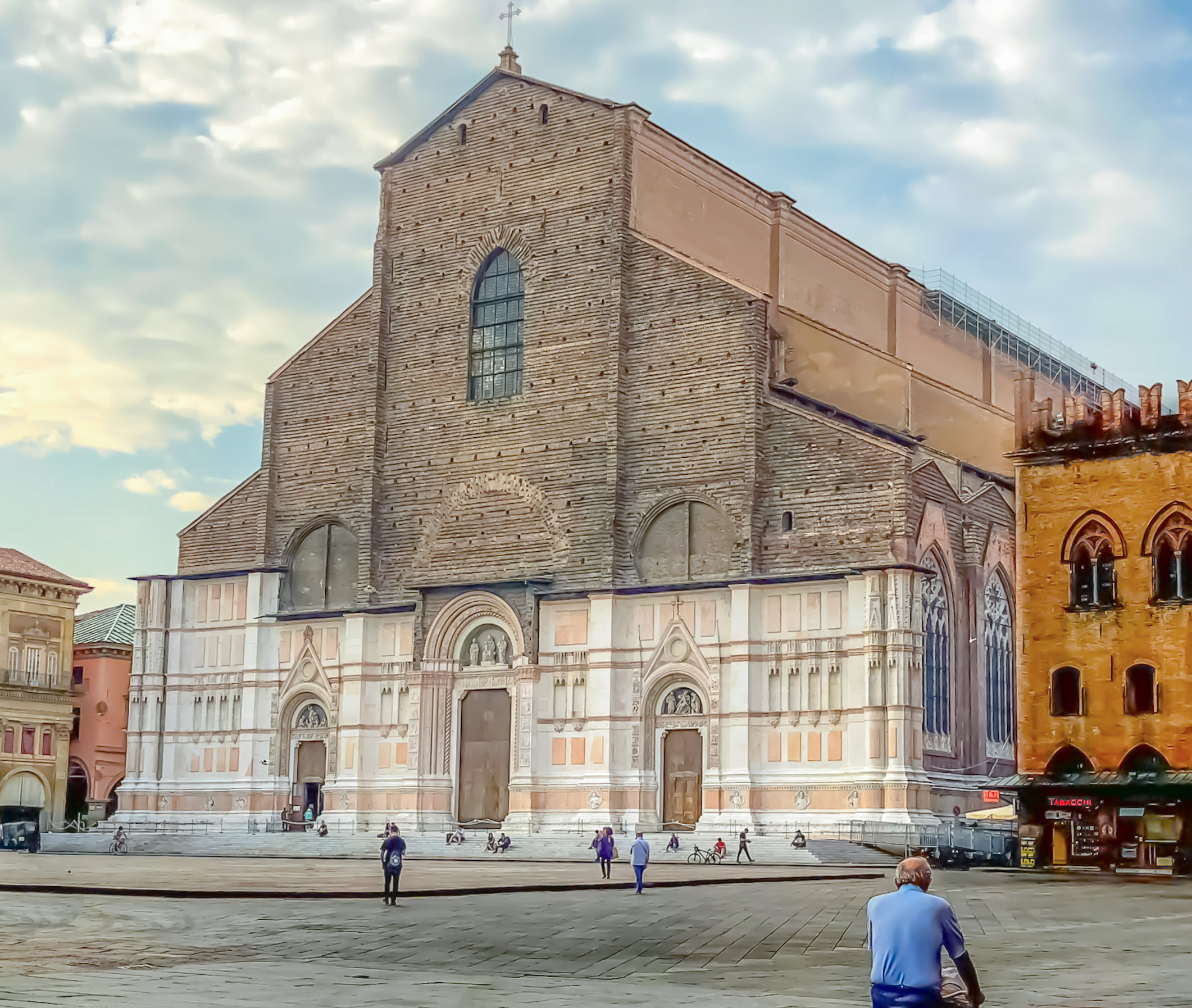
La façade inachevée de la basilique San Petronio.

Située sur la piazza Maggiore, c'est la quinzième plus grande église au monde, avec ses 132 mètres de longueur et ses 60 mètres de largeur. Sa voûte culmine à 45 mètres de hauteur et sa façade à 51 m. Elle peut recevoir environ 28 000 personnes (en comptant 4 personnes par m2).

### Façade
La construction de l'édifice qui avait pour but de dépasser la basilique Saint-Pierre de Rome, ne fut jamais achevée. On peut remarquer que la façade n'est que partiellement revêtue du marbre initialement prévu.

#### Portail
Le portail (Porta magna), de Jacopo della Quercia, comporte des scènes de l'Ancien Testament, la Vierge et saint Pétrone dans le tympan et les portes latérales sont de Niccolò Tribolo.

Le portail de Jacopo della Quercia, photographié par Paolo Monti
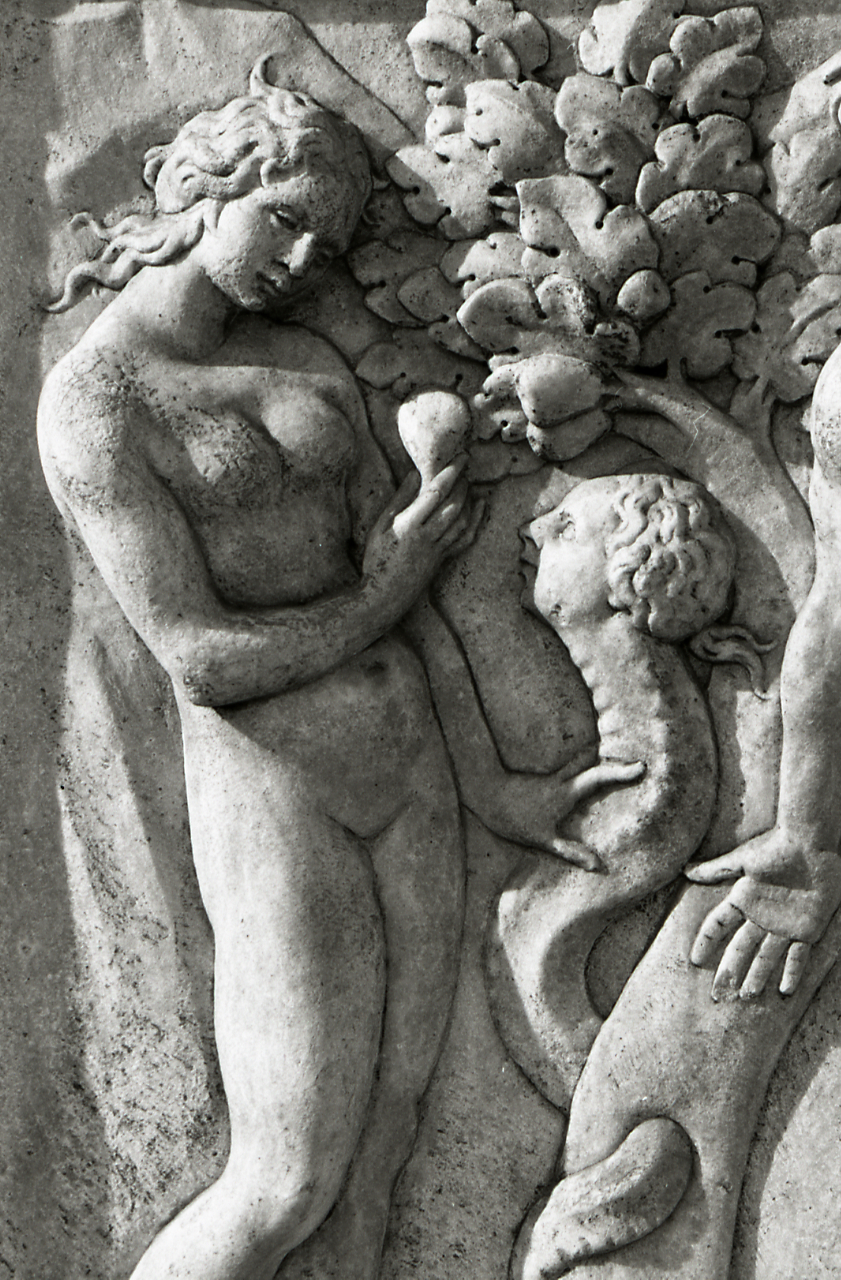
Péché originel.
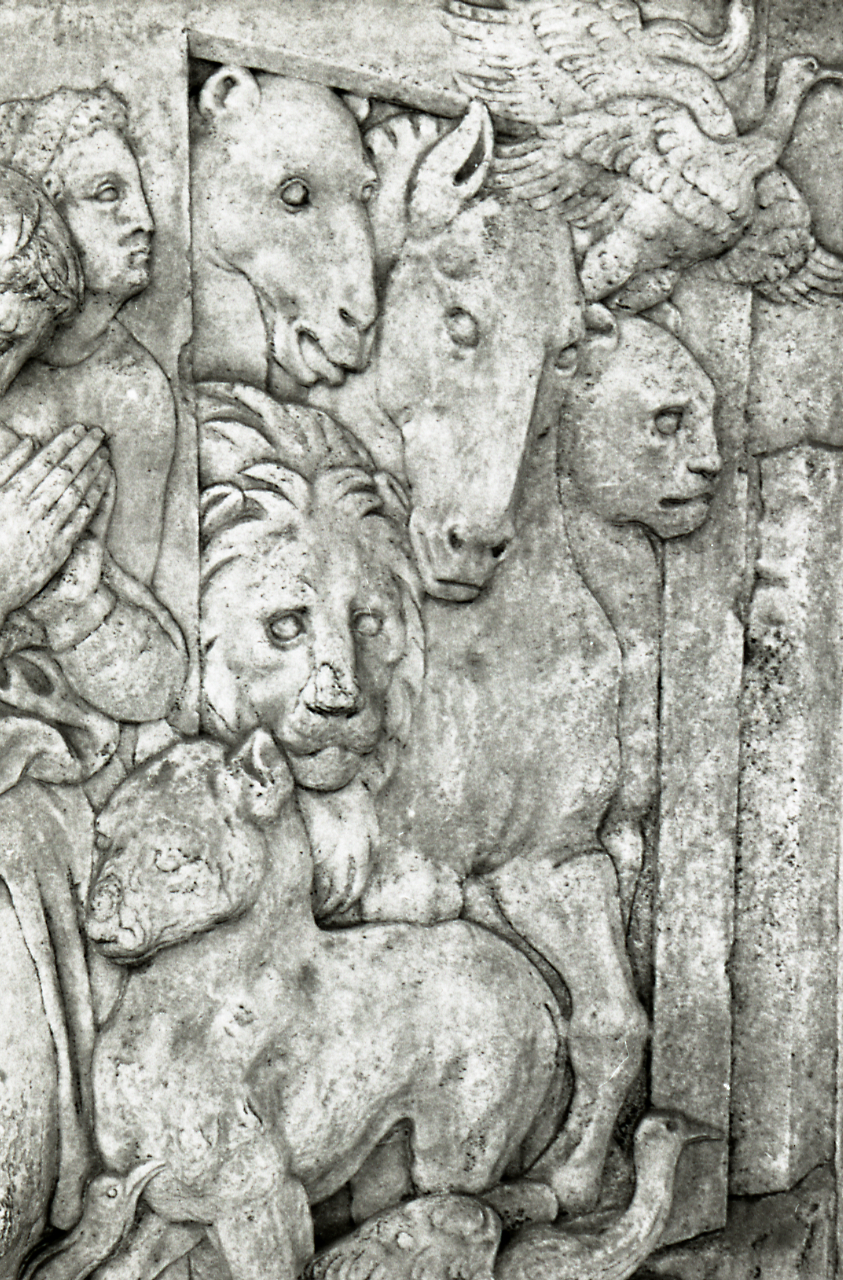
Arche de Noé.
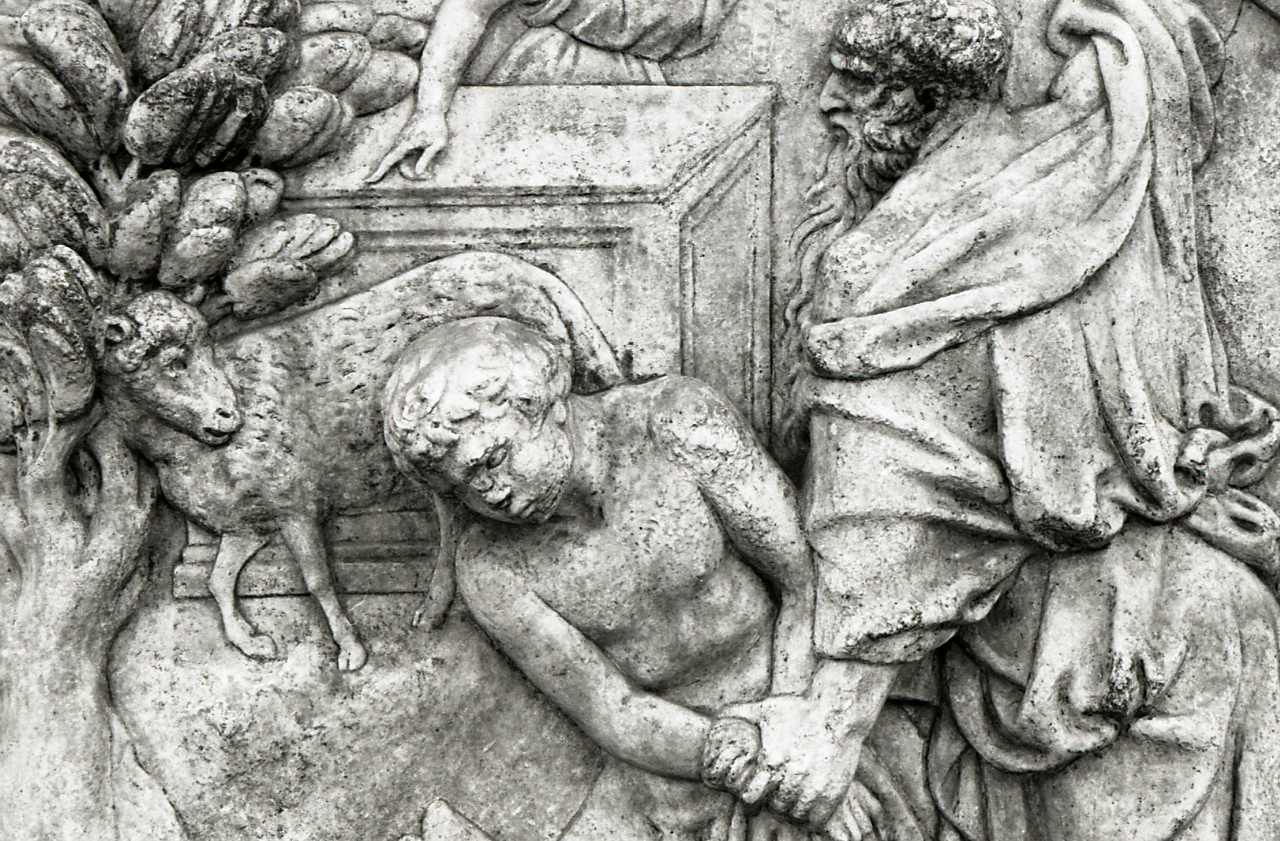
Sacrifice d'Isaac.
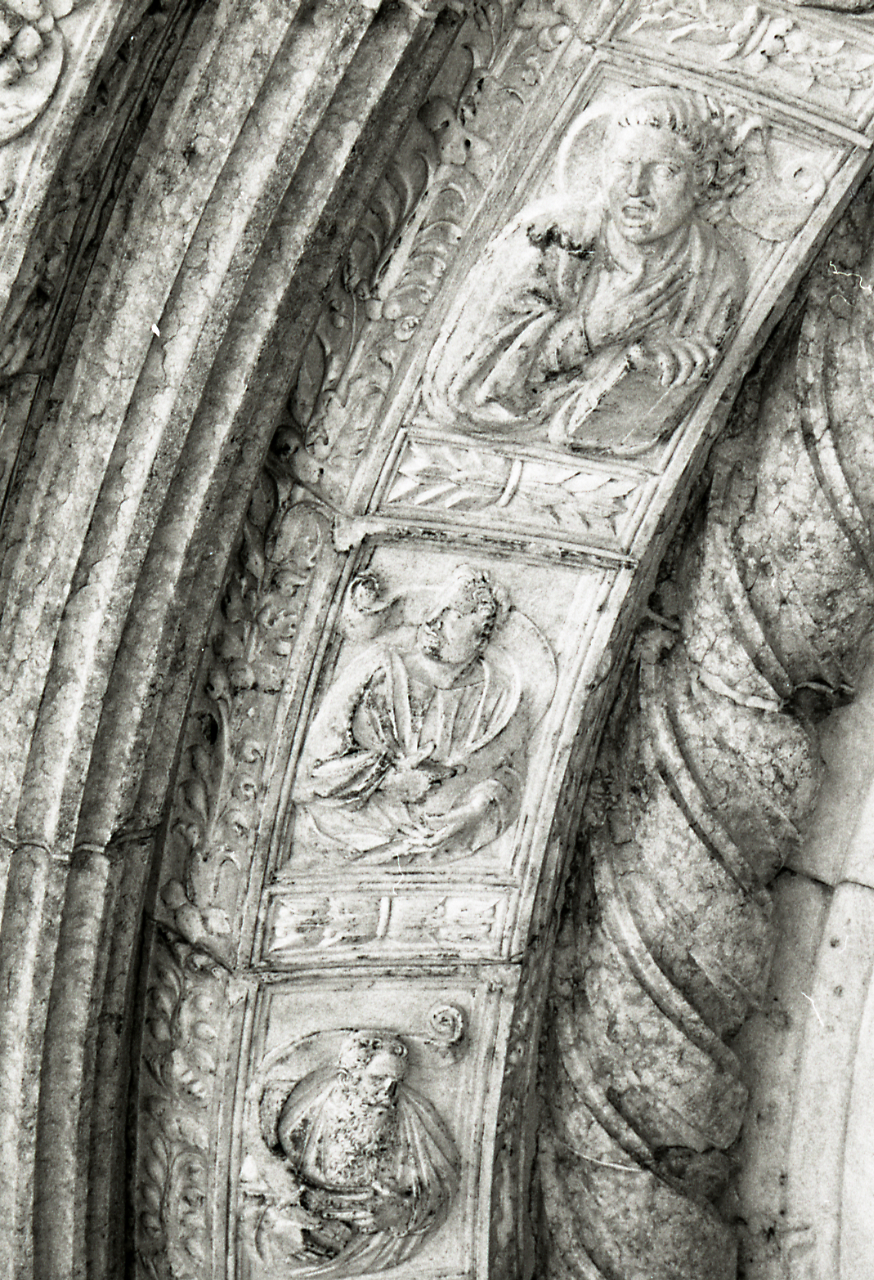
Les prophètes sur l'archivolte.
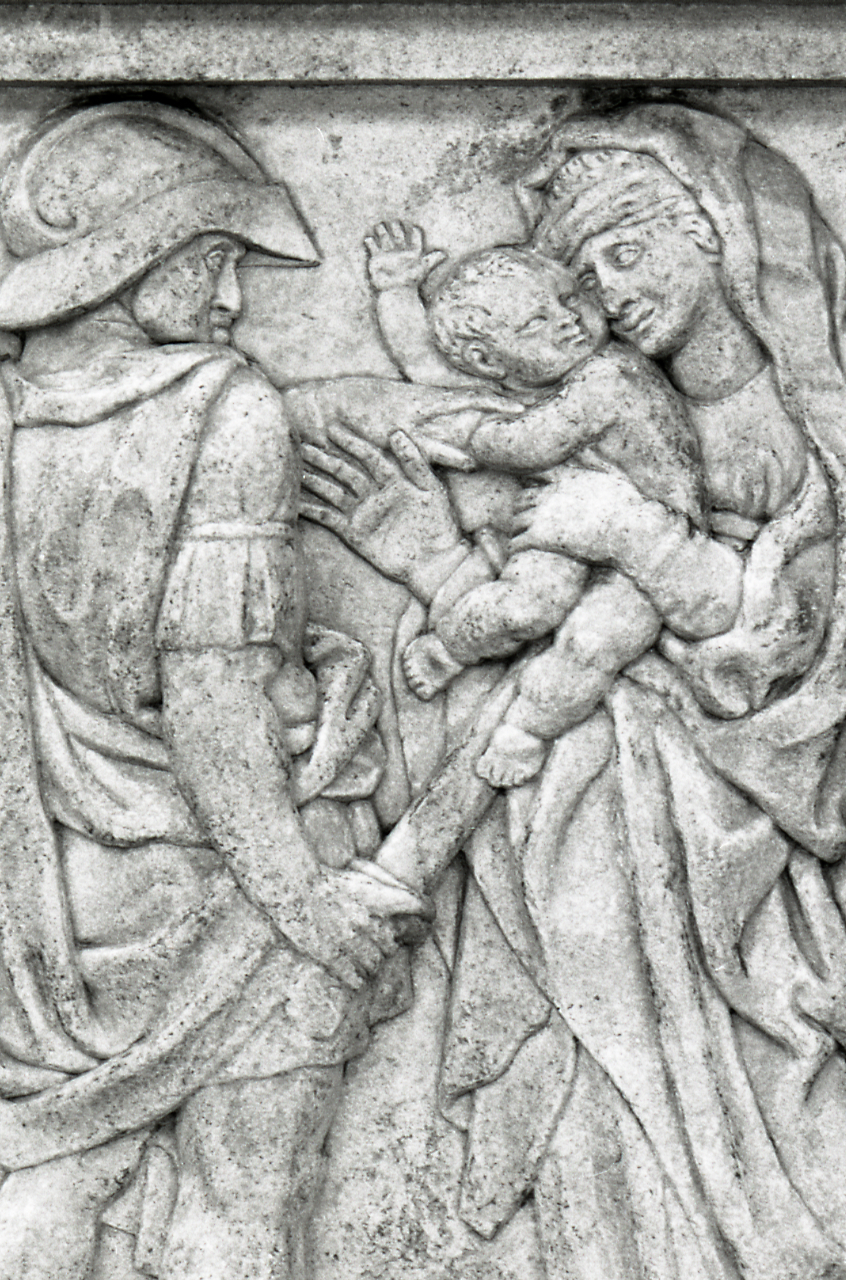
Massacre des Innocents.

### Intérieur

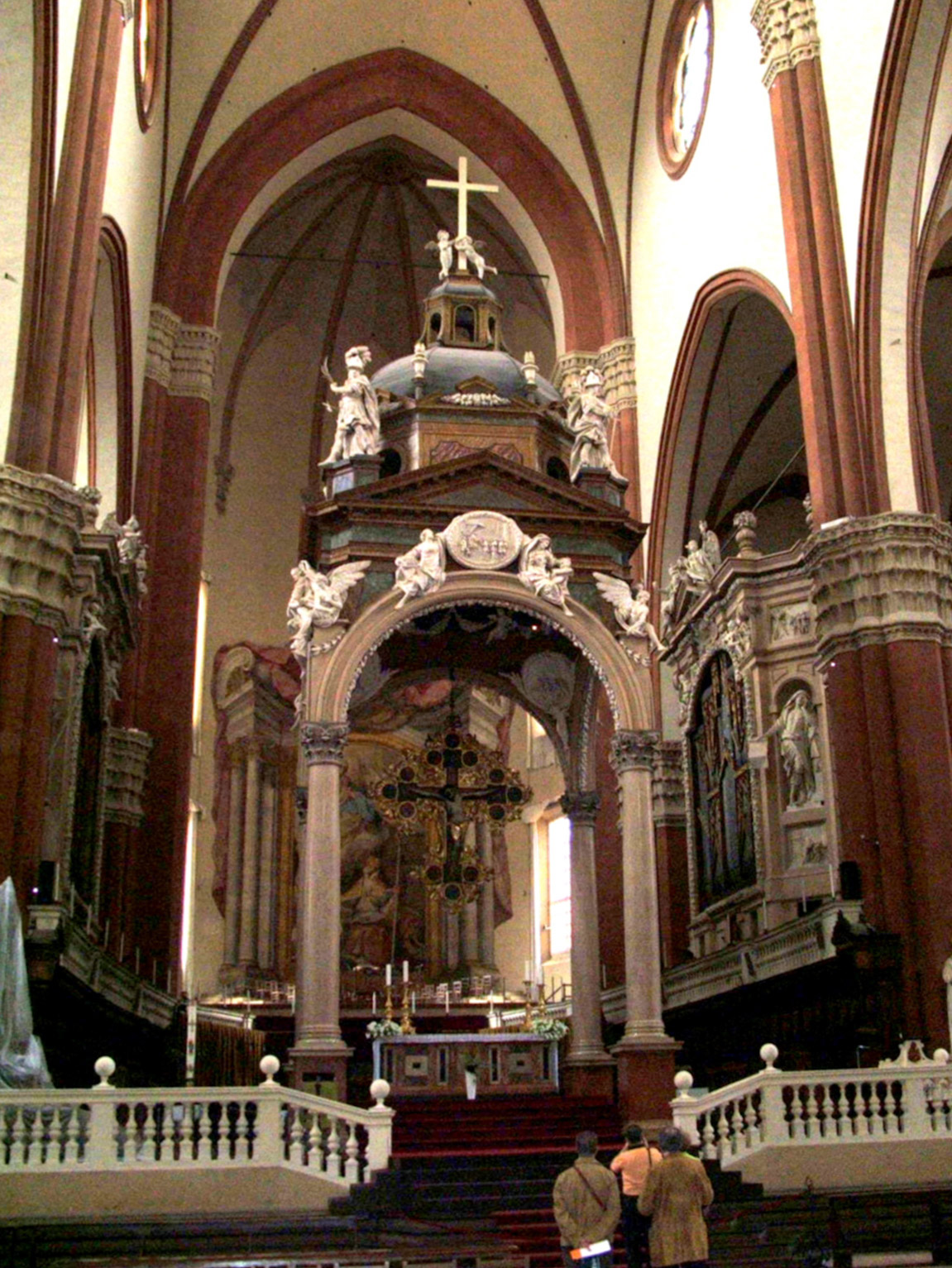
Le maître-autel et son baldaquin.

Le chœur comporte des stalles en marqueterie ; dans le chœur, l'un en face de l'autre, se trouvent deux orgues, l'un de Lorenzo da Prato (1471) et l'autre de Baldassare Malamini (1596), le premier étant le plus ancien d'Italie.

#### Chapelles latérales
Les bas-côtés de la nef abritent vingt-deux chapelles latérales, riches de nombreuses œuvres d'art, séparées de la nef par des transennes.
- Il Matrimonio mistico di Santa Caterina de Filippino Lippi,
- Madonna e Santi de Lorenzo Costa le Jeune,
- Pietà d'Amico Aspertini.

Certaines chapelles ont été couvertes de fresques en 1415 par Giovanni da Modena, illustrant la Divine Comédie de Dante.
- Chapelle des Mages, autrefois de la famille Bolognini : la balustrade gothique en marbre a été conçue par Antonio di Vincenzo (1400) ; l'autel en bois comporte un triptyque sculpté et peint par Jacopo di Paolo. Les murs peints par Giovanni di Pietro Falloppi et Giovanni da Modena représentent les épisodes de la vie de San Petronio et les histoires des Trois Rois ; sur le mur gauche, en haut, Le Jugement dernier et dans l’ovale, Le Couronnement de la Vierge ; en bas, le Ciel et l'Enfer de Dante, avec une gigantesque figure de Lucifer.

Chapelle Bolognini
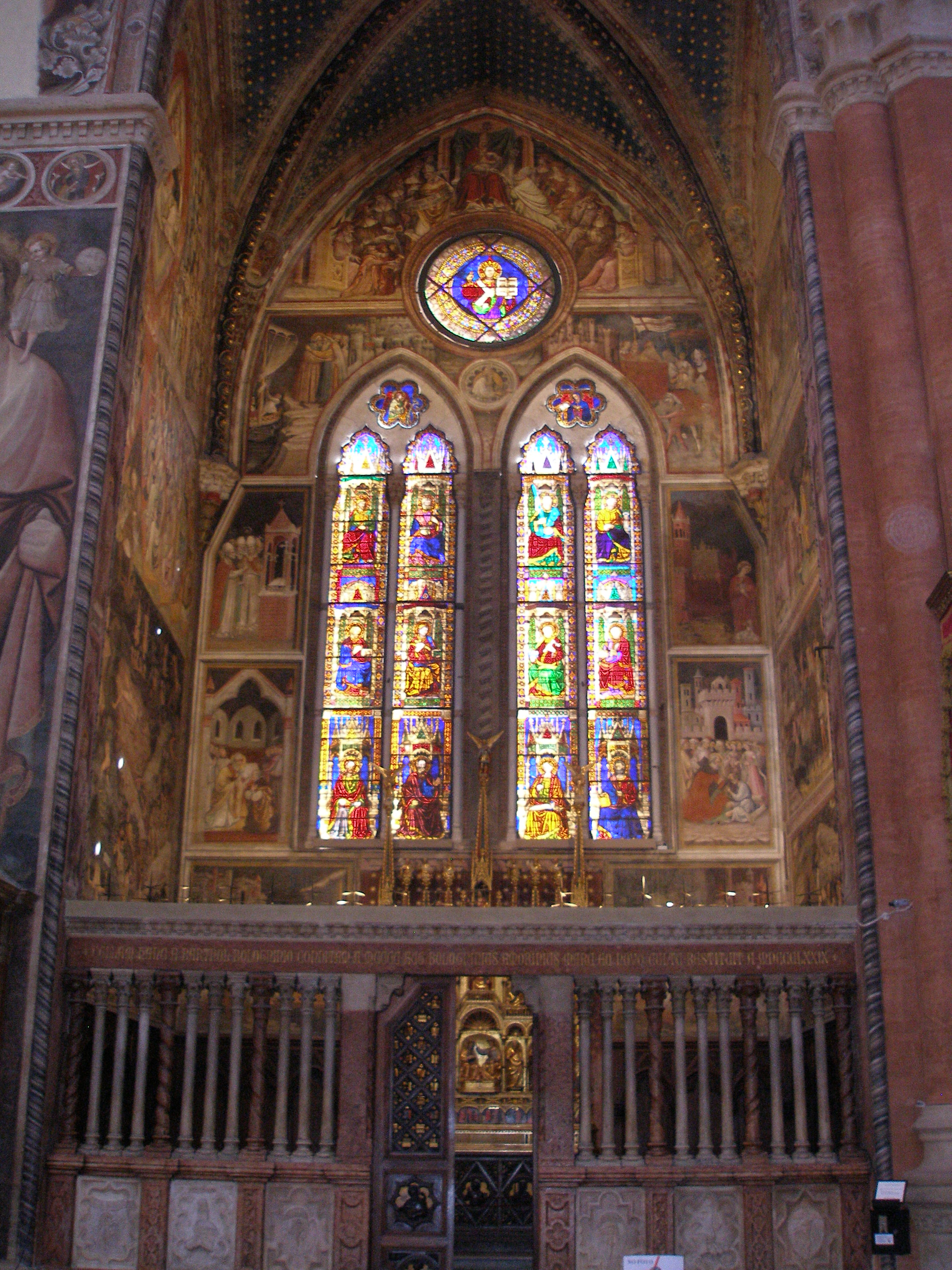
La chapelle Bolognini.
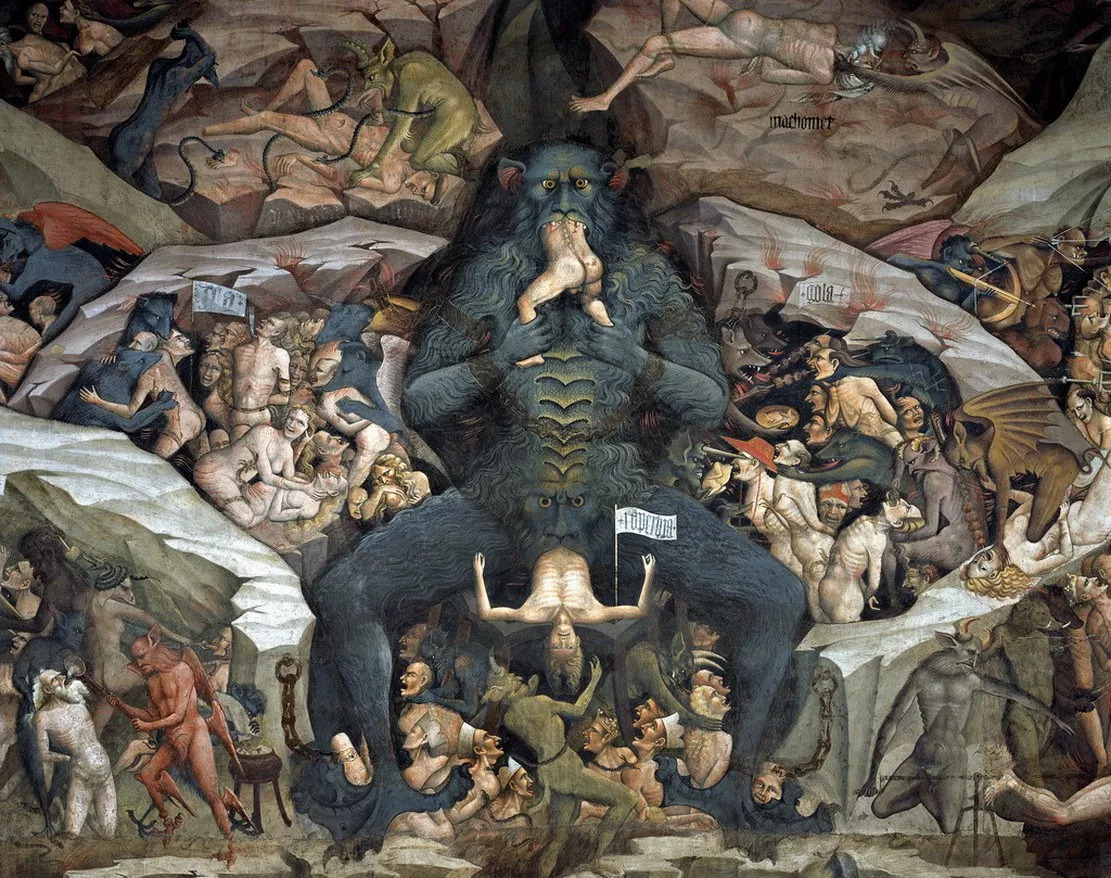
Giovanni da Modena, L'Enfer.
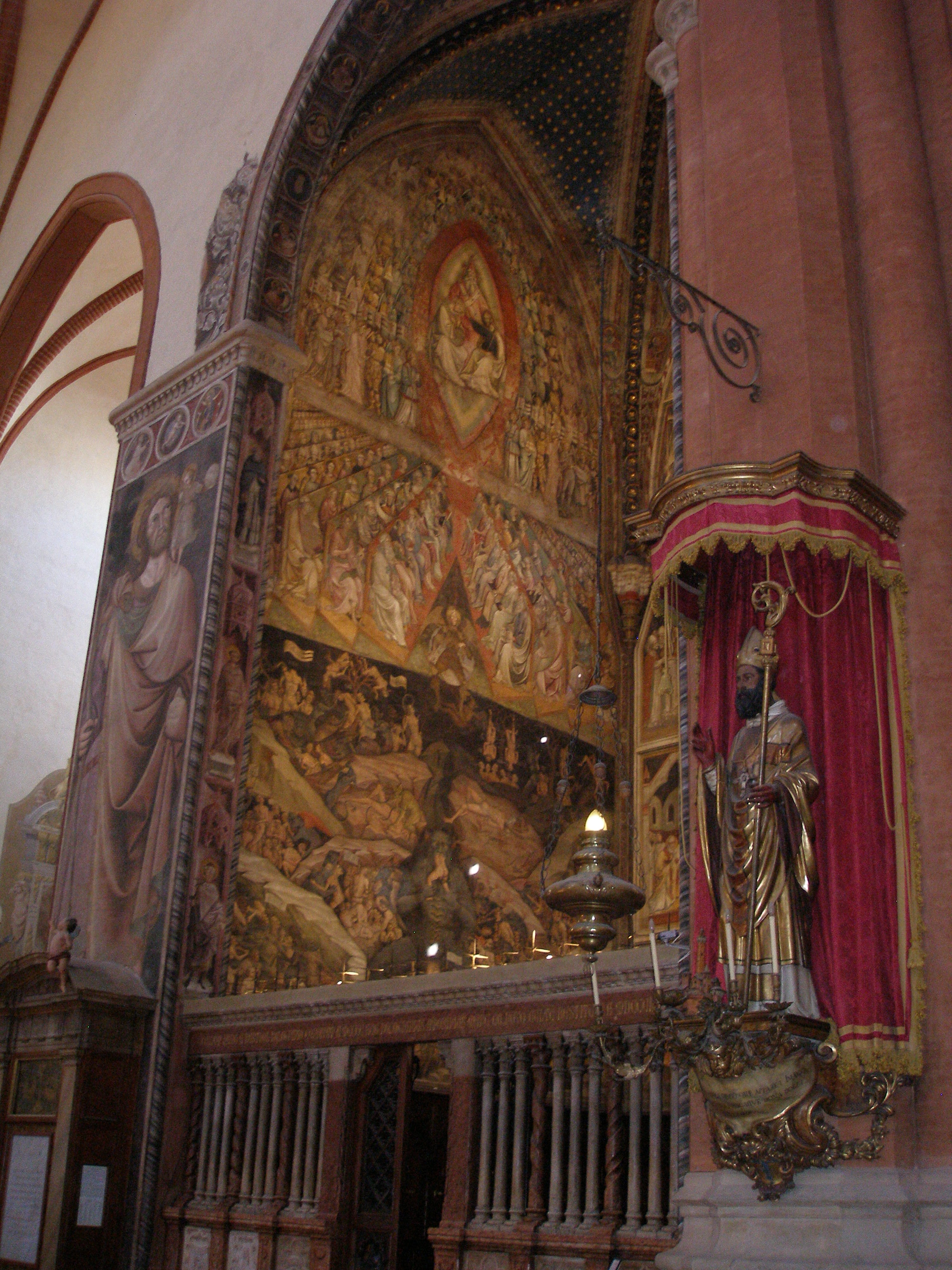
Giovanni da Modena, Le Jugement dernier.

#### Ligne méridienne de Cassini

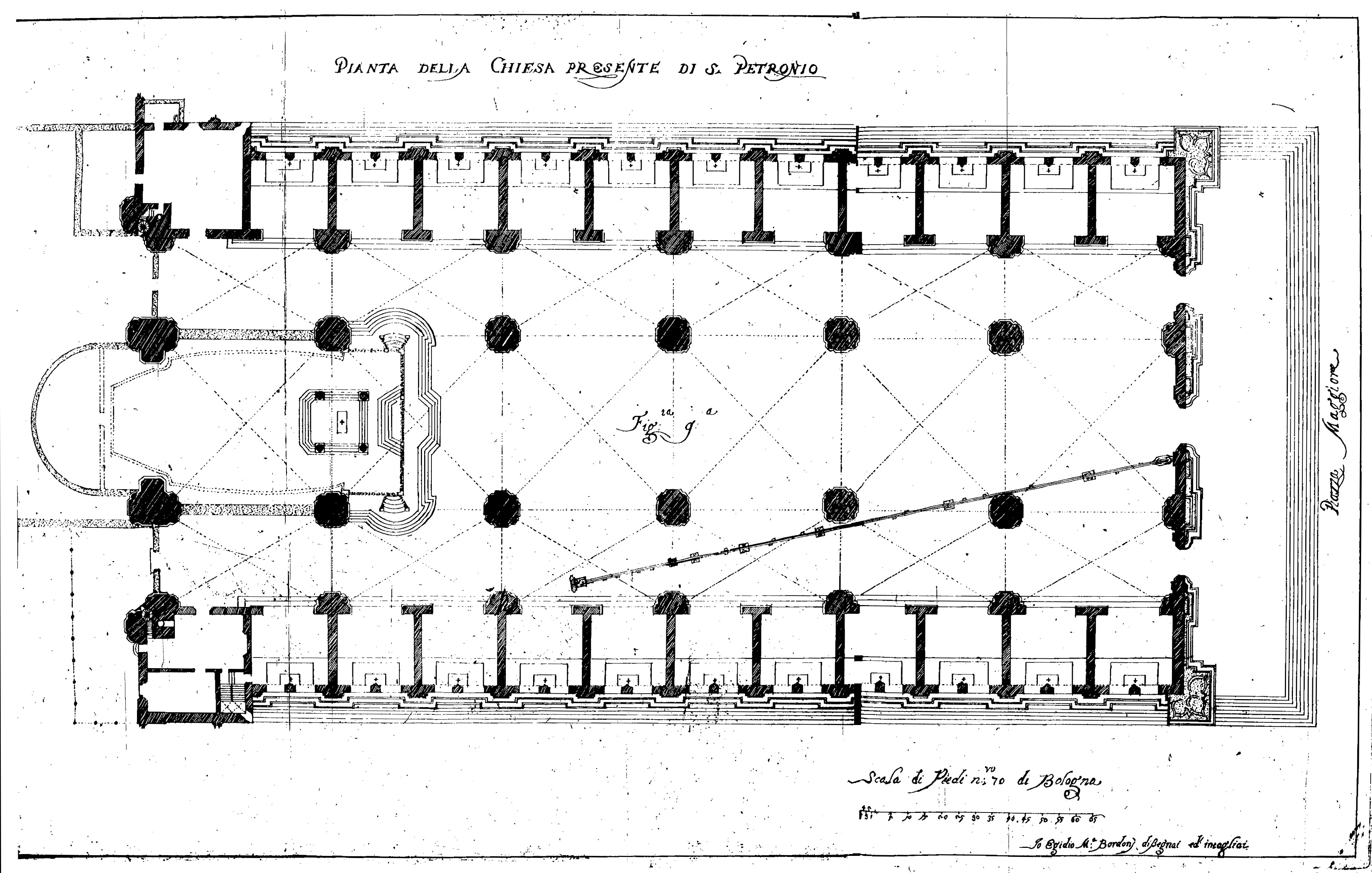
Plan au sol de la ligne méridienne, passant au plus juste entre les piliers.

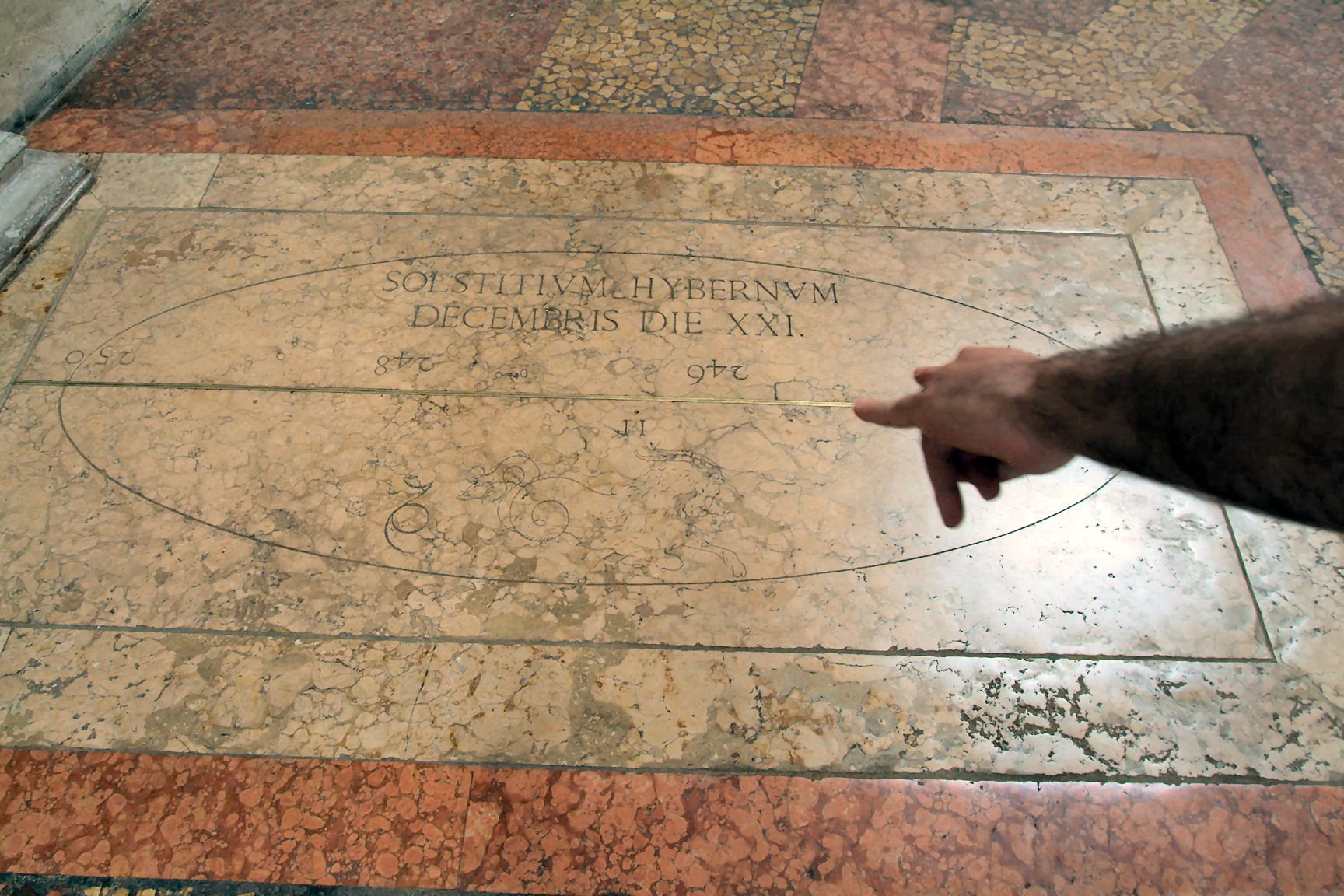
Solstice d'hiver de la ligne méridienne.

L'église accueille depuis 1655 un marquage en forme de ligne méridienne incrusté dans le pavage du bas-côté gauche, calculé et conçu par l'astronome Jean-Dominique Cassini. Cette méridienne, d’une longueur de 66 m, est l'un des plus grands instruments astronomiques au monde, permettant des mesures qui étaient pour l'époque d'une précision unique. La lumière du soleil, entrant par un trou de 27 mm placé à une hauteur de 27,07 m dans le mur de l'église, projette une image elliptique du soleil, qui à midi local tombe exactement sur la ligne méridienne, indiquant avec précision la hauteur du soleil à midi, à partir de laquelle Cassini a pu calculer avec une précision sans précédent des paramètres astronomiques tels que l'obliquité de l'écliptique, la durée de l'année tropicale et le moment des équinoxes et des solstices. D'autre part, la taille de l'image solaire projetée, et en particulier son taux de variation au cours de l'année, ont permis à Cassini la première vérification expérimentale des lois de Kepler sur le mouvement planétaire.
Cassini et Domenico Guglielmini ont publié en 1695 un compte-rendu de la façon dont la ligne méridienne a été réalisée,.

## Période récente

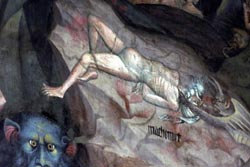
Fresque (gothique tardif), représentant Mahomet torturé en enfer.

En 2002, cinq hommes probablement affiliés à al-Qaïda dont l'intention était de faire sauter le bâtiment, ont été arrêtés,. De nouveau en 2006, les plans de terroristes islamistes ont été contrecarrés par la police italienne. Les terroristes ont affirmé que la fresque du XVe siècle peinte par Giovanni da Modena, qui représente une scène de la Divine Comédie de Dante et dépeint Mahomet en enfer dévoré par des démons, est insultante pour l'Islam,.